# Ceremony: Remixes & Rarities
Ceremony: Remixes & Rarities je kompilacijski album skupine Santana, ki je izšel leta 2003. Album vsebuje neizdan material, ki je bil posnet med snemanji albumov Supernatural in Shaman ter alternativne verzije že izdanih skladb.

## Seznam skladb
| Št. | Naslov                                                            | Pisec                                                                                      | Dolžina |
| --- | ----------------------------------------------------------------- | ------------------------------------------------------------------------------------------ | ------- |
| 1.  | „Why Don't You & I‟ (nova verzija z Alexom Bandom na vokalu)      | Chad Kroeger                                                                               | 3:47    |
| 2.  | „Smooth‟ (Chris Staropoli Dance remiks)                           | Itaal Shur, Rob Thomas                                                                     | 3:53    |
| 3.  | „Maria Maria‟ (Wyclef Jean remiks)                                | Jerry "Wonda" Duplessis, Wyclef Jean, Dave McRae, Karl Perazzo, Raul Rekow, Carlos Santana | 4:20    |
| 4.  | „Foo Foo‟ (Sam "Sever" Citrin remiks)                             | Yvon "Kapi" Andre, Roger "Shoubou" Eugène, Jean Claude Jean                                | 5:37    |
| 5.  | „Mañana‟                                                          | Keon Bryce, Tom Coster, Salaam Remi, Santana                                               | 6:14    |
| 6.  | „Truth Don Die‟                                                   | Femi Kuti                                                                                  | 4:34    |
| 7.  | „Let Me Love You Tonight‟ (bonus skladba na albumu Shaman)        | Anders "Bag" Bagge, Arnthor Birgisson, Simon Climie                                        | 5:34    |
| 8.  | „Curación (Sunlight on Water)‟                                    | KC Porter, Santana, Paul Schwartz                                                          | 4:47    |
| 9.  | „Victory Is Won‟                                                  | Santana                                                                                    | 5:20    |
| 10. | „Come to My World‟                                                | Claudia Brant, Ray Contreras, Jimmy Greco                                                  | 4:11    |
| 11. | „Primavera‟ (ponovno posneta skladba z Jerryjem Rivero na vokalu) | JB Eckl, Porter, Kike Santander                                                            | 4:45    |